# لا رودا د آندالوثیا
لا رودا د آندالوثیا (به اسپانیایی: La Roda de Andalucía) یک دهستان در اسپانیا است که در استان سبیا واقع شده‌است. لا رودا د آندالوثیا ۷۶٫۶۸ کیلومتر مربع مساحت و ۴٬۴۱۹ نفر جمعیت دارد و ۴۰۵ متر بالاتر از سطح دریا واقع شده‌است.